# アレクサンドル・モジャイスキー

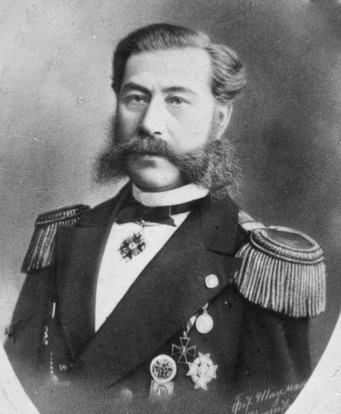
アレクサンドル・モジャイスキー

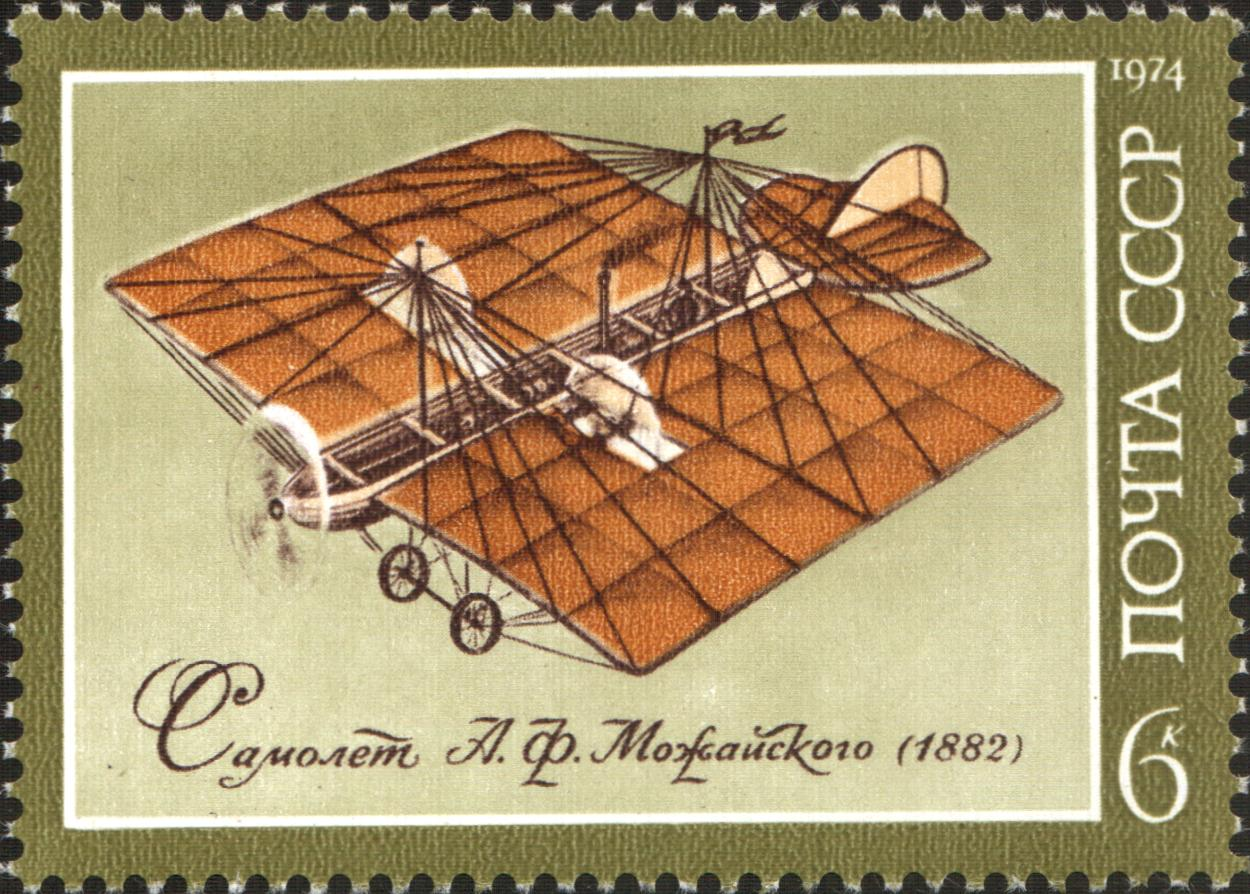
モジャイスキーの飛行機（ソ連の1974年の切手）

アレクサンドル・フョードロヴィチ・モジャイスキー（ロシア語: Алекса́ндр Фёдорович Можа́йский アリクサーンドル・フョーダラヴィチュ・マジャーイスキイ、 1825年3月21日(ユリウス暦3月9日) - 1890年4月1日(ユリウス暦3月20日)）はロシア人で、蒸気エンジンを搭載した飛行機を製作し、1884年に飛行実験を試みた人物。これは、（知られている限りでは）フランス人フェリックス・デュ・タンプルの実験に次ぐ史上二番目の有人動力飛行の試みであった（航空に関する年表を参照）。現在のフィンランド生まれのロシア帝国の貴族出身。

## 実験
内燃エンジンの草創期にあっては、機械加工技術の発達と共に性能が上がった蒸気エンジンによる航空機研究がヨーロッパ各国で盛んに行われていた。上空では水の供給が事実上不可能なため、巨大なコンデンサー（復水器）を備えた精密なエンジンによる航空機への応用が研究されていたのである。
1860年代、ロシア政府は新兵器開発を推進していた。モジャイスキーは「飛行機械製造計画書」（Aeronautic Missile ）を立案し、航空機による敵艦隊への爆撃を目標とするプロジェクトを打ち出した。この計画により国家予算が組まれ、ロシア海軍の最高機密プロジェクトとして航空機開発が推し進められた。
当初検討されたのが蒸気機関の開発である。エンジンの重量が極端に制約される航空機開発の中で、モジャイスキーは軽量かつ小型な蒸気機関を追求したが、当時のロシアの工業力では製造不可能であったため計画は停滞、1880年にロシア海軍は正式に開発の失敗を宣言した。その結果モジャイスキーは海軍を退官し、自費による航空機開発を決意するに至った。
国家プロジェクトという制約を解かれたモジャイスキーは蒸気機関を海外に求めた。その結果選ばれたのがヘンソン・ブラザーズ商会が開発したバイブレーティングレバー方式による小型高出力の蒸気機関であった。モジャイスキーはこのエンジンを3台購入し、機体側は1870年代にスプリングでプロペラを回転させる模型飛行機を製作し、実験を重ねた。
1884年7月20日、モジャイスキーは遂に航空機実物によるの飛行実験を実施した。結果は滑走台から発進し、30mほどジャンプした後に右に傾いて大破したため、一般的には飛行とは認められていない（ロシアでは世界初の航空機と呼ばれている）。
この時の航空機の模型がモスクワ航空博物館に展示されている。

## 日本との関係
1854年、ロシア海軍士官であったモジャイスキーはプチャーチンによる開国交渉のロシア艦隊の旗艦ディアナ号に同乗していた。ところが安政東海地震による津波で乗船は大破、修理のため向かった戸田への回航中に嵐に遭い宮島村（現・富士市）沖で沈没してしまった。一行はやむを得ず戸田に滞在し、モジャイスキーの設計の下、帰国のための帆船を建造することになった。
戸田には宮大工の上田寅吉を初め、数多くの船大工が集められ、モジャイスキーの指導の下、日本初の外洋帆船として建造された船は、プチャーチンによりヘダ号と名付けられた。日本の西洋型造船の嚆矢と言われ、複数が建造された同型のスクーナーは、戸田村のある君沢郡にちなみ君沢形（くんたくがた）と呼ばれた。
沼津市戸田造船郷土資料博物館には日本最古の銀板写真であるモジャイスキーの肖像写真と、彼がディアナ号の船内で製作した模型飛行機の写真が展示されている。

## その他
小惑星2850にモジャイスキーという名の小惑星が存在する。